# St. Karl (Luzern)

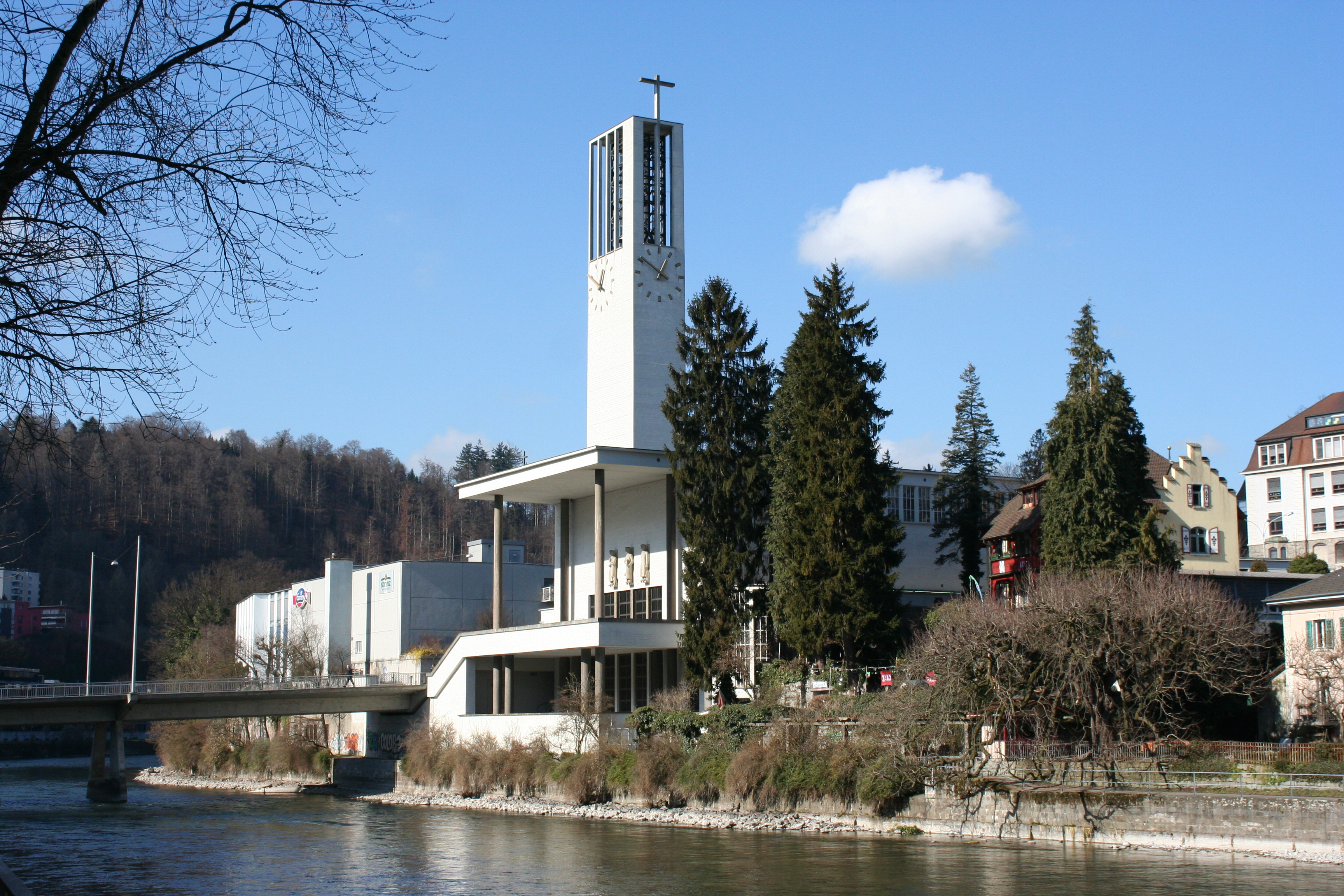
Kirche St. Karl

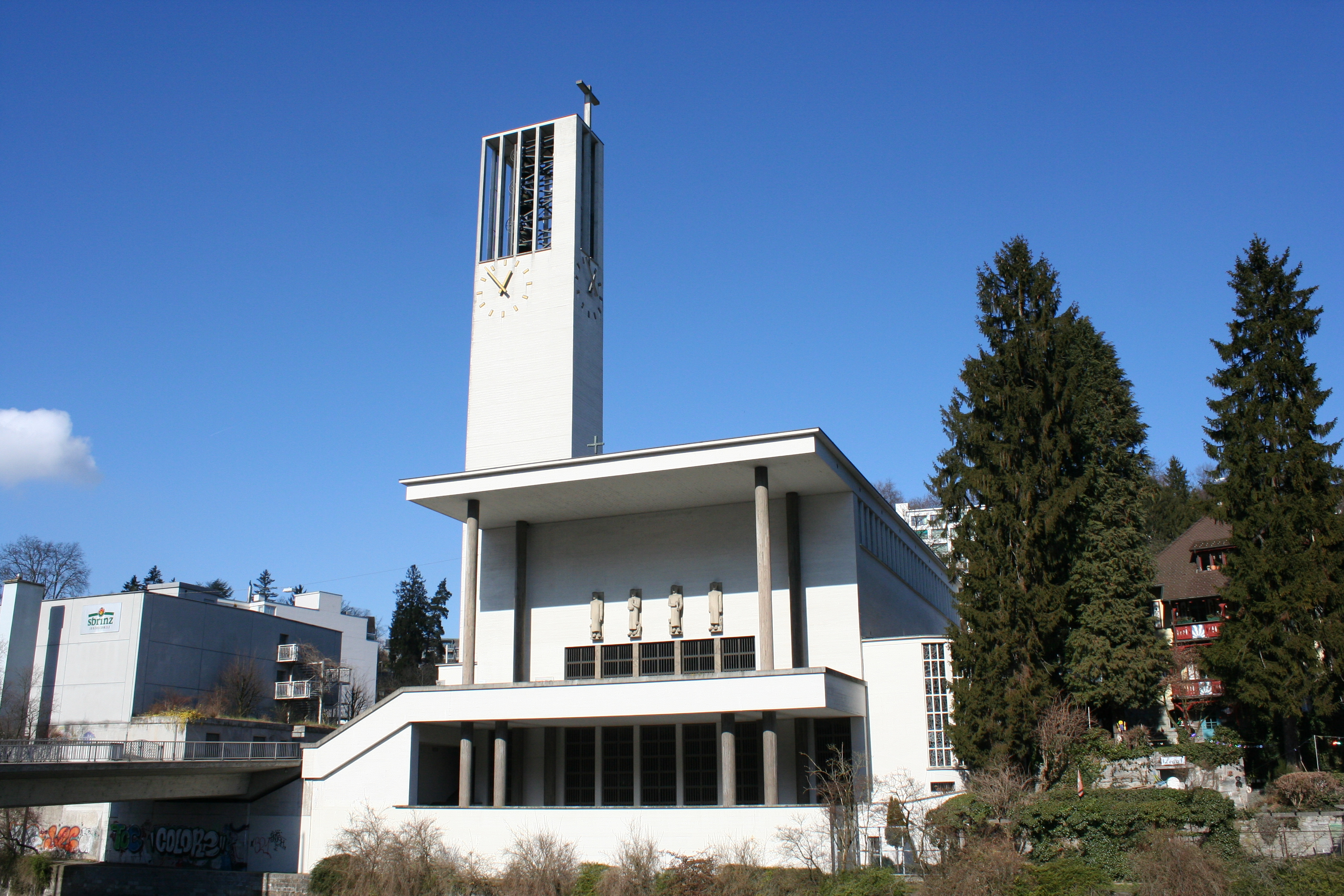
Ansicht von Süden

Die von Fritz Metzger entworfene Kirche St. Karl ist eine römisch-katholische Pfarrkirche in der Stadt Luzern, die in den Jahren 1932–34 gebaut wurde. Sie zählt zu den wichtigsten Bauten der katholischen Kirchenarchitektur des 20. Jahrhunderts in der Schweiz. Sie ist die erste Beton-Kirche der Zentralschweiz und gilt als erstes Werk moderner Kirchenarchitektur in Luzern. Deshalb ist sie auf der Liste der Kulturgüter in Luzern als national bedeutend aufgeführt.

## Geschichte

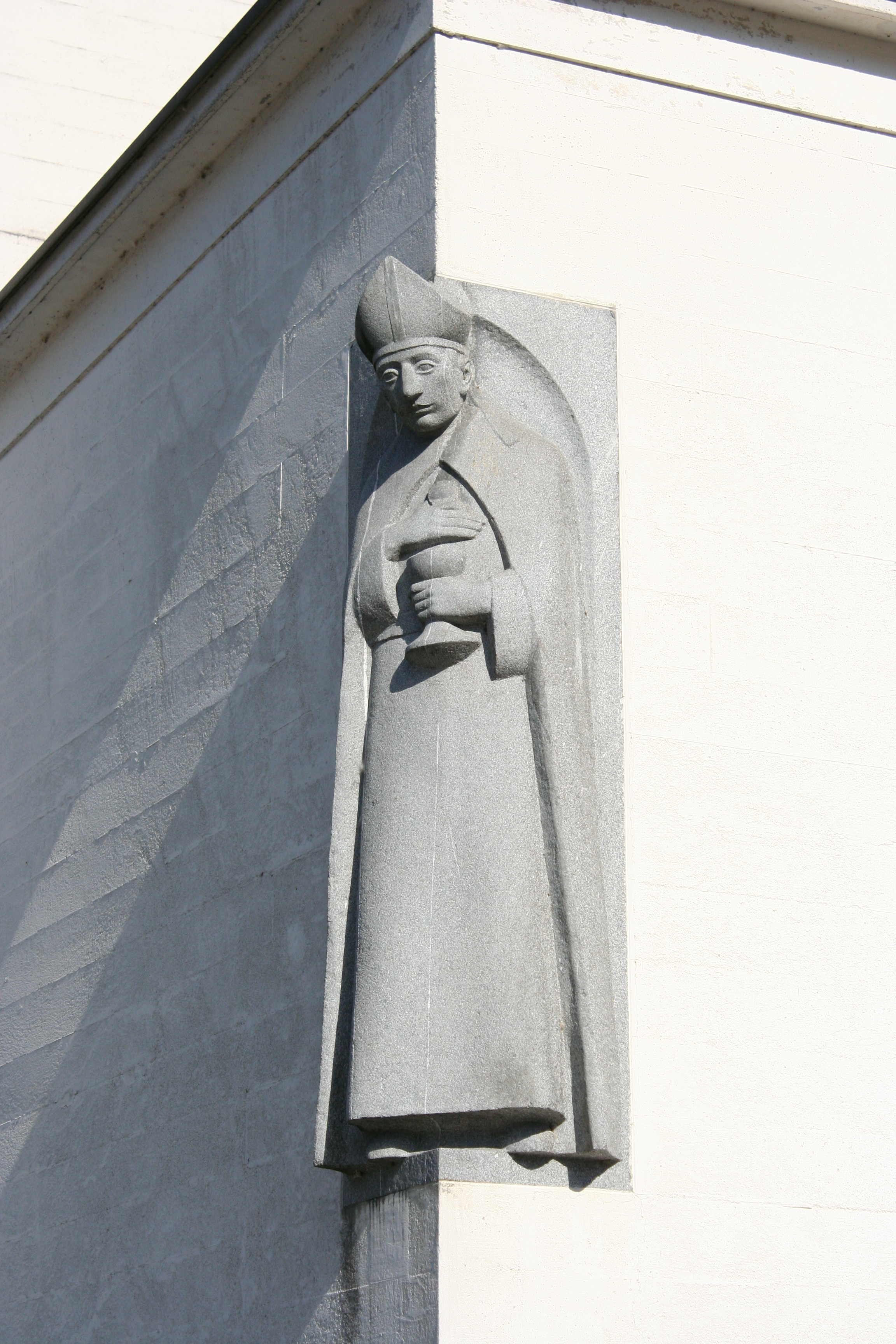
Karl Borromäus von Karl Bick

### Namensgebung und Vorgeschichte
Karl Borromäus (1538–1584) hatte sich als Erzbischof von Mailand im 16. Jahrhundert dafür eingesetzt, dass die Beschlüsse des Konzils von Trient (1545–1563) umgesetzt wurden. Als Karl Borromäus zum Kardinal ernannt wurde, baten die katholischen Orte der Eidgenossenschaft darum, dass Karl Borromäus zum Protektor, d. h. zum Fürsprecher für die Angelegenheiten der Eidgenossenschaft an der Römischen Kurie wurde. Auf seiner Visitationsreise durch die Schweiz im Jahr 1570 war Karl Borromäus auch in Luzern. So entstanden Kontakte zu Luzerner Familien. Zwei Söhne aus der Patrizierfamilie Cloos studierten im von Karl Borromäus gegründeten Collegium Helveticum in Mailand. Diese Familie erbaute um 1660 eine Kapelle neben ihrem Landhaus, heute das Herrenhaus an der Spitalstrasse 91a. Diese Kapelle wurde im Gedenken an seine Verdienste für Luzern und für die katholischen Orte dem Hl. Karl Borromäus geweiht. Als im 20. Jahrhundert die Pfarrei St. Karl gegründet wurde, übertrug man dieses Karl-Borromäus-Patrozinium auf die Pfarrkirche.

### Entstehungs- und Baugeschichte
Drei Fakten ermöglichten, dass die Kirche St. Karl zu einem der wichtigsten Bauten des katholischen Kirchenbaus im 20. Jahrhundert werden konnte. Der Bauplatz war so gewählt, dass die zu bauende Kirche an einem städtebaulich dominanten Punkt zu liegen kam: am Brückenkopf zwischen zwei Quartieren, an der Reuss gelegen, am tiefsten Punkt der hier zusammenkommenden Strassenzüge. Der zweite Umstand für den aussergewöhnlichen Kirchenbau lag in der damaligen Bevölkerung der umliegenden Quartiere. Es handelte sich mehrheitlich um Menschen aus wenig begüterten Schichten, die „für antiklerikale Propaganda sehr empfänglich“ war. Dies führte dazu, dass in diesem Quartier der Bau einer neuen Kirche samt Pfarrei vorangetrieben wurde. Der dritte Fakt, der zum Bau dieser Kirche führte, war der Umstand, dass der Luzerner Stadtpfarrer Joseph Ambühl im Jahr 1925 zum Bischof des Bistums Basel ernannt wurde. Er schützte die Realisierung dieses Kirchbaus vor allen Einwänden.
Der Kirchenrat schrieb am 8. März 1930 einen offenen Wettbewerb für den Bau einer Kirche für 900 Personen samt Unterkirche für 150 Personen aus. Die 68 eingereichten Vorschläge wurden von einem siebenköpfigen Preisgericht prämiert. Die ersten drei Projekte wurden für eine Weiterbearbeitung zugelassen. Am 29. Juli 1931 wurde entschieden, das Projekt des damals erst 33-jährigen Architekten Fritz Metzger der Kirchgemeinde zur Abstimmung vorzulegen. Die Modernität der geplanten Kirche sorgte beim bischöflichen Ordinariat zu Unruhe. So kritisierte der für Kunstfragen zuständige Dompropst Schwendimann beim Projekt von Fritz Metzger, die Säulenstellung nehme dem Altarraum seine herausragende Stellung und führe zu einer „demokratischen Gleichmacherei“. Mühe bereitete Bischof Ambühl die „extrem sachliche Einfachheit“ des Projekts. Trotzdem lehnte der Bischof das vorliegende Projekt nicht gänzlich ab. Ein für den Bau der Kirche gegründetes Komitee argumentierte mit der Schaffung von Arbeitsplätzen in Zeiten der Weltwirtschaftskrise und hoher Arbeitslosigkeit. Bei der Kirchgemeindeversammlung am 17. April 1932 stimmten 2240 Personen für und 926 Personen gegen den Bau der Kirche. Bischof Ambühl nahm die Grundsteinlegung am 25. Juli 1933 selber vor. Nach einer für die Grösse der Kirche kurzen Bauzeit von gut einem Jahr wurde die Kirche am 28. Oktober 1934 eingeweiht.
Die Pfarrei St. Karl ist zuständig für die beiden Quartiere Bramberg sowie Basel-/Bernstrasse und zählt knapp 3000 Katholiken (Stand 2014).

## Baubeschreibung

### Kirchturm und Äusseres

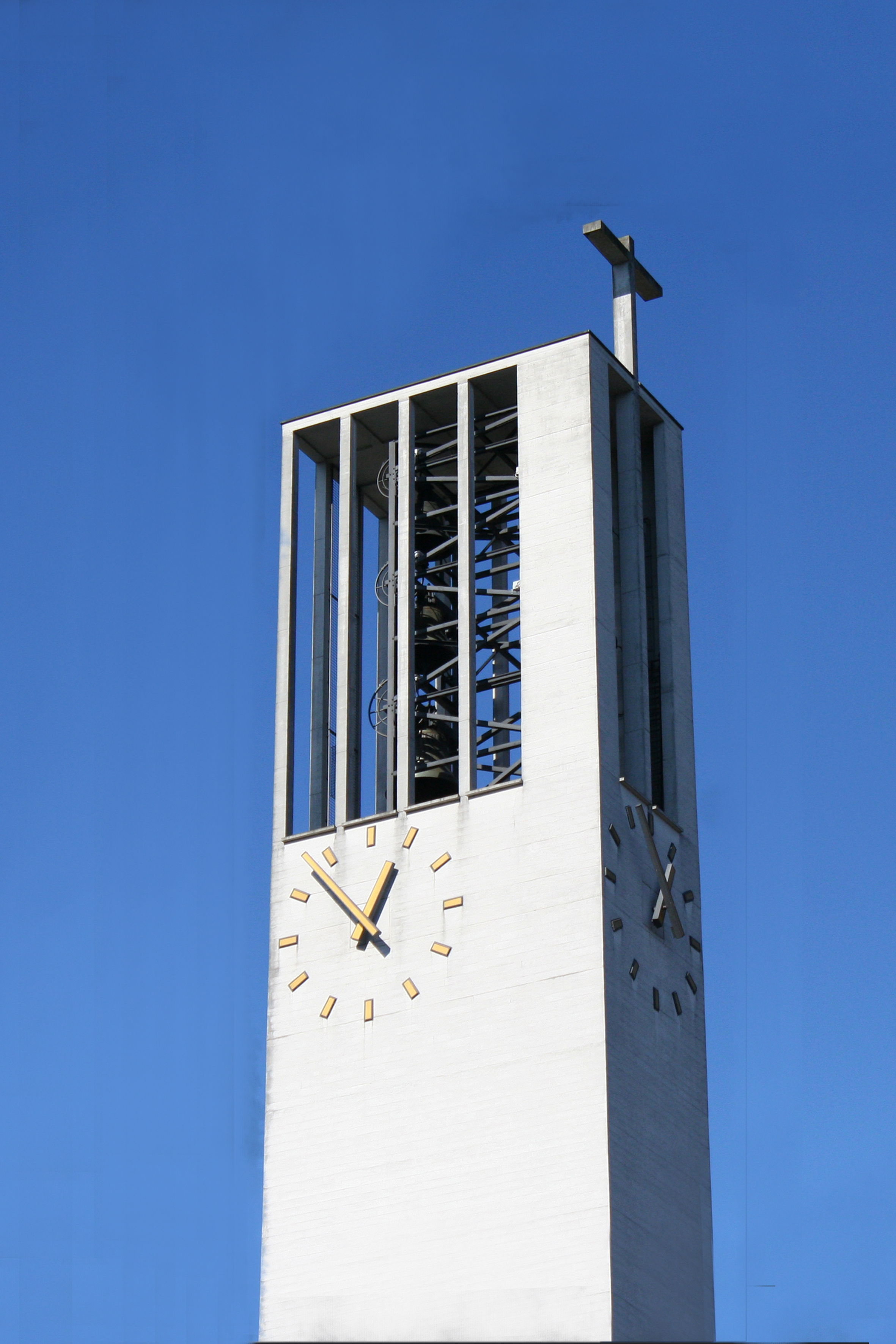
Glockenstube

Die Kirche St. Karl befindet sich an der Reuss neben der St. Karli-Brücke. Die Reuss trennt die beiden Stadtteile Bramberg und Basel-/Bernstrasse. Der Kirchturm ist auf der Höhe der Glockenstube auf der Strassenseite skelettiert. Der Strasse folgend, wird der Kirchenbau durch einen runden Chor abgeschlossen, der die Strassenabzweigung nördlich der Kirche räumlich wiederholt. Auf der Südseite der Kirche befindet sich am Ufer der Reuss eine Terrasse, die die Architektur der Kirche mit der Flusslandschaft verbindet. Das am Flussufer weit vorspringende Dach wird von vier Säulen getragen, welche eine Verbindung von Aussen- und Innenraum bilden.
Die Glocken wurden 1934 von der Firma H. Rüetschi, Aarau, gegossen und am 7. Oktober gleichen Jahres geweiht.
| Glocke | Schlagton | Gewicht | Widmung      | Inschrift |
| ------ | --------- | ------- | ------------ | --- |
| 1      | b0        | 3382 kg | Christkönig  | „Jesum Christum, Regem Regum, venite adoremus.“ (Jesus Christus, den König der Könige, kommt, lasset uns anbeten.) |
| 2      | des1      | 1960 kg | St. Karl     | „Tuo patrocino, S. Carole, pasto bone parochiam nostram defende.“ (Durch dein Patrozinium, Heiliger Karl, guter Hirte, beschütze unsere Pfarrei.) |
| 3      | es1       | 1453 kg | Maria        | „Sancta Maria, succurre miseris, ora pro populo, intercede pro clero.“ (Heilige Maria, komm den Armen zu Hilfe, bitte für das Volk, stehe dem Klerus bei.) |
| 4      | ges1      | 806 kg  | St. Caecilia | „Sancta Cäcilia, virgo prudens et maryr invicta, ora pro nobis. Cantores pristini sanctuarii dedicaverunt me in honorem sanctae Cäcilia MCMXXXIII.“ (Heilige Cäcilia, du kluge Jungfrau und unbesiegte Märtyrerin, bitte für uns. Die Sänger des früheren Heiligtums haben mich der heiligen Cäcilia gewidmet.) |
| 5      | as1       | 585 kg  | St. Joseph   | „Sancte Joseph Filium ora in mortis nostrae hora gravissima.“ (Heiliger Joseph, bitte den Gottessohn in der überaus schweren Stunde unseres Todes.) |
| 6      | b1        | 438 kg  | Bruder Klaus | „Beate Nicoaë de Flue, Sanctissimi cultor mirabilis, intercede pro nobis.“ (Seliger Nikolaus von Flüe, wunderbarer Verehrer des Allerheiligsten, tritt für uns ein.) |
| 7      | des2      | 237 kg  | Schutzengel  | „Parochiam nostram manus conservet Angelica dum huius vasculi sonitus transit per aera.“ (Die Schar der Engel bewahre unsere Pfarrei, während der Klang dieses Glöckleins durch die Lüfte geht.) |

### Innenraum
Im Innern der Kirche umspannt eine nichttragende Wand die Gottesdienstgemeinde. Die vorgestellten Säulen folgen dem Grundriss der Kirche und betonen die Verbindung von Boden und Decke. Ein Fensterband unterhalb der Decke führt das Tageslicht durch Buntglasfenster gedämpft in das Innere der Kirche. Nebenaltäre und Beichtstühle befinden sich in Nischen, welche von aussen als nebenschiffartige Segmente wahrgenommen werden, im Innern den einheitlichen Raum von Kirchenschiff und Altarraum jedoch nicht beeinträchtigen. Der Architekt Fritz Metzger fasst die Grundsätze dieses Kirchbaus zusammen: Wand, Säule und Dach bilden die wesentlichen Elemente des Baus. „Das Tragen, Überdecken, Umschliessen… Diese Vorstellungen waren von Anfang an mit den Möglichkeiten des Eisenbetonbaus verbunden.“ Zur Einheit des Kirchenschiffs mit dem Altarraum schreibt Metzger: „Die Kirche will Heiligtum und Gemeinschaft sein.“

### Künstlerische Ausstattung

#### Aussenraum
Im Aussenraum der Kirche befinden sich mehrere Kunstwerke: Beim Hauptaufgang der Kirche eine Karl-Borromäus-Statue von Eduard Bick aus Granit. Für das Hauptportal der Kirche auf der Südseite schuf August Blaesi (1903–1979) aus Sandstein die vier Evangelisten. Mit ihren reduzierten Formen passen sich die Figuren in die schlicht gestaltete Front der Kirche ein. Das Relief beim Sakristeieingang stammt von Leopold Haefliger (1906–1974) und erinnert daran, dass Karl Borromäus als Erzbischof von Mailand nicht wie andere einflussreiche Menschen die Stadt während der Pest verlassen hatte, sondern seinem Leitspruch Demut getreu sich der Kranken annahm. Die Supraporte über dem westlichen Eingang stammt ebenfalls von Leopold Haefliger. Es zeigt, wie Engel den Karl Borromäus nach dessen Tod in den Himmel geleiten. Dass diese Darstellung an der Westseite der Kirche angebracht wurde, verweist auf die Bedeutung des Westens als Ort des Sonnenuntergangs als Symbol für den Tod. Beim Abgang zur Unterkirche befindet sich eine Pietà, die aus dem Jahr 1903 stammt und in den 1950er Jahren hierher versetzt wurde. Sie stammt von Josef Vetter (1860–1936).

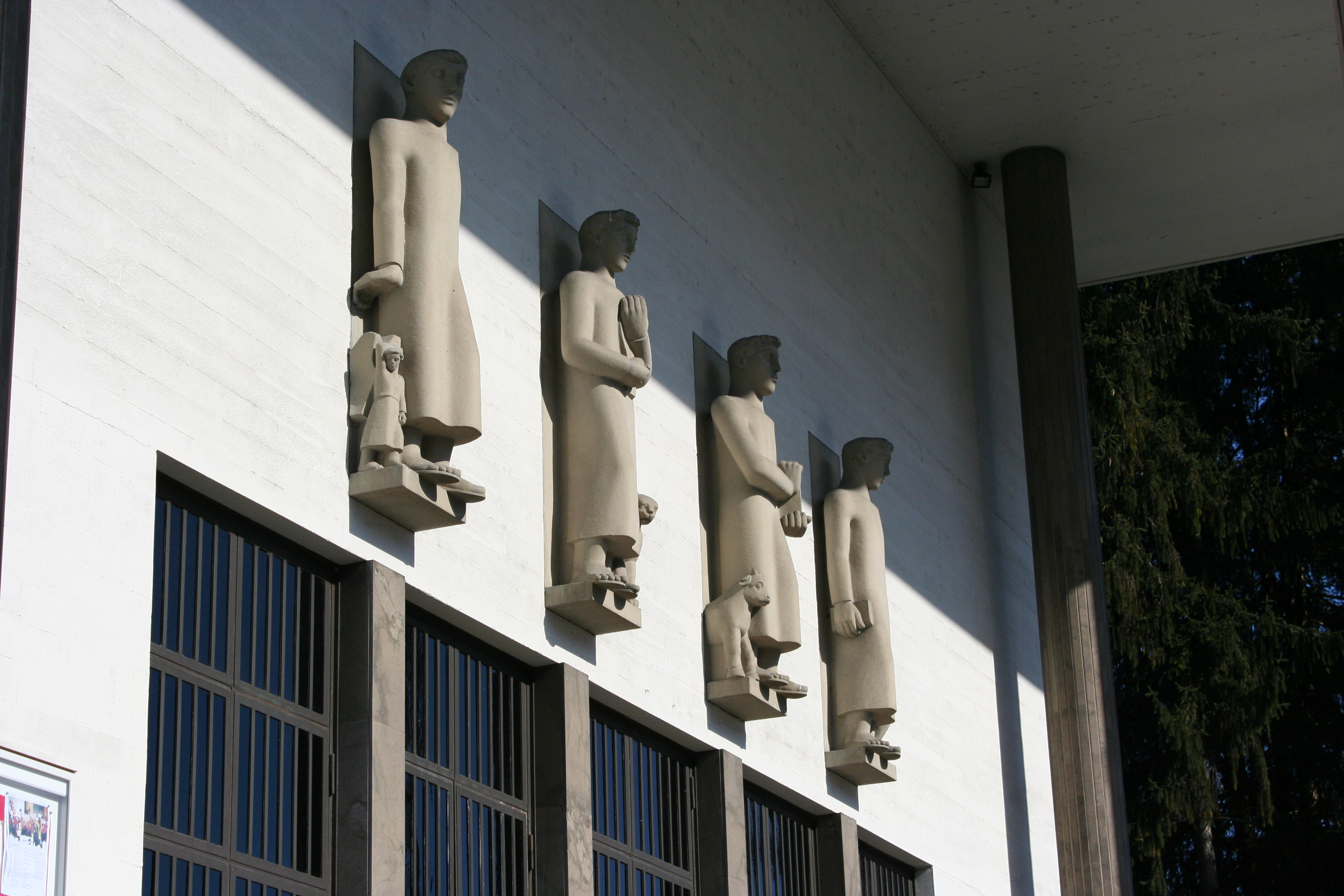
Die vier Evangelisten von August Bläsi
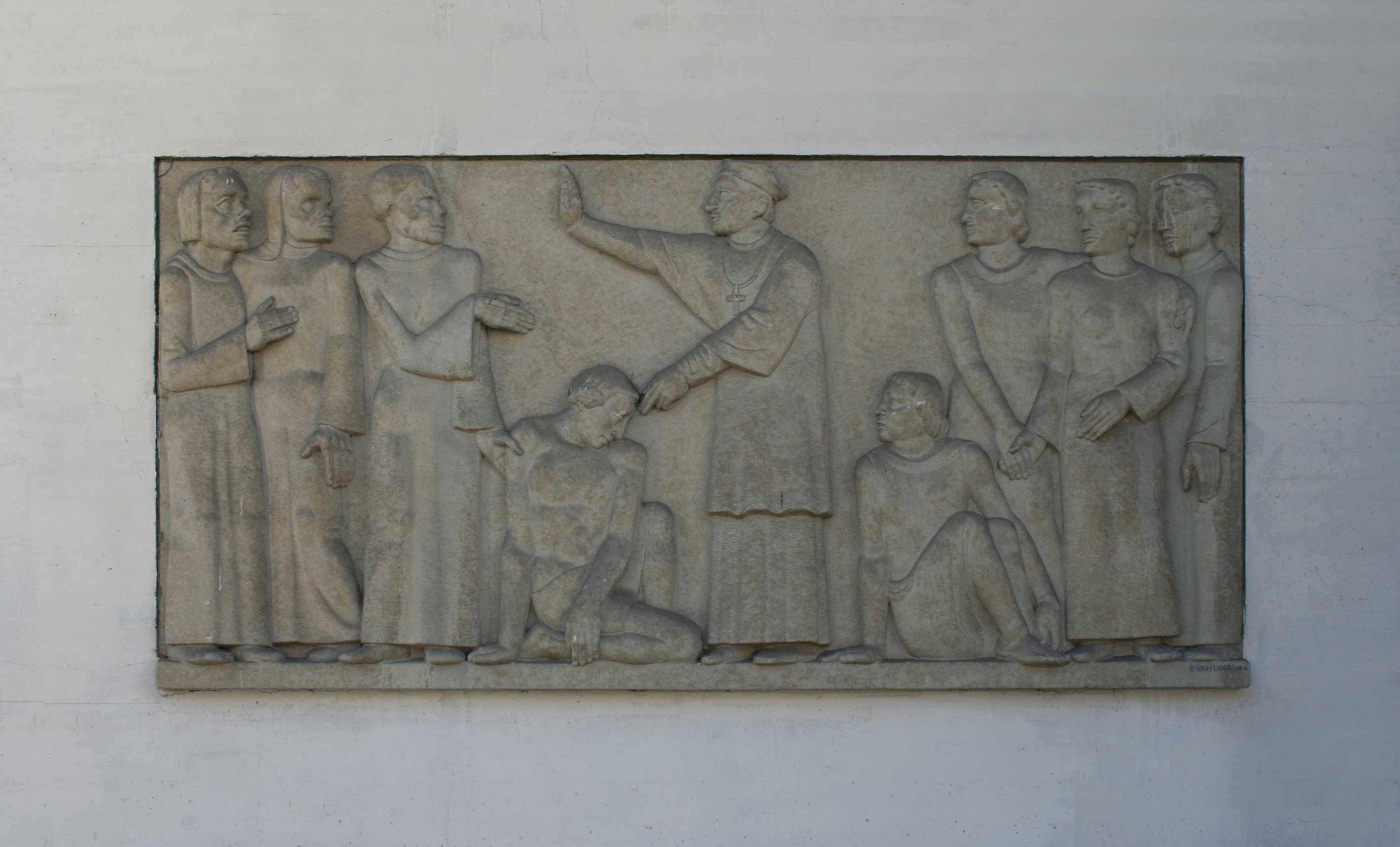
Pest-Relief von Leopold Häfliger
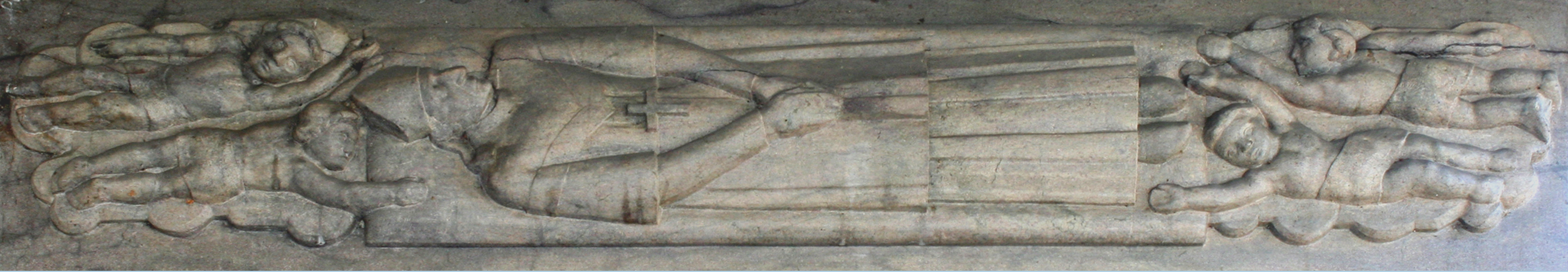
Supraporte mit dem entschlafenen Karl Borromäus

#### Oberkirche

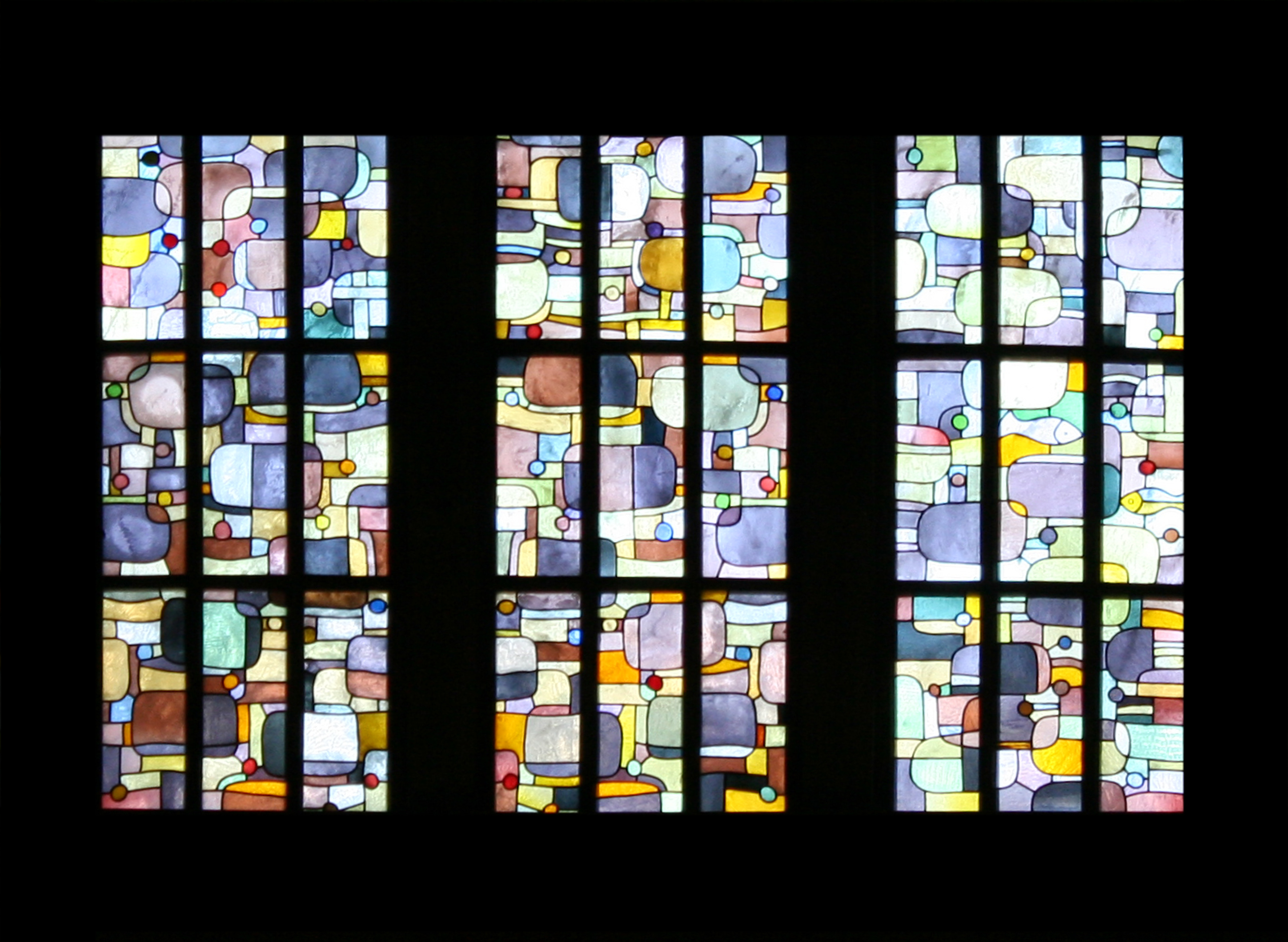
Glasfenster von Hans Stocker

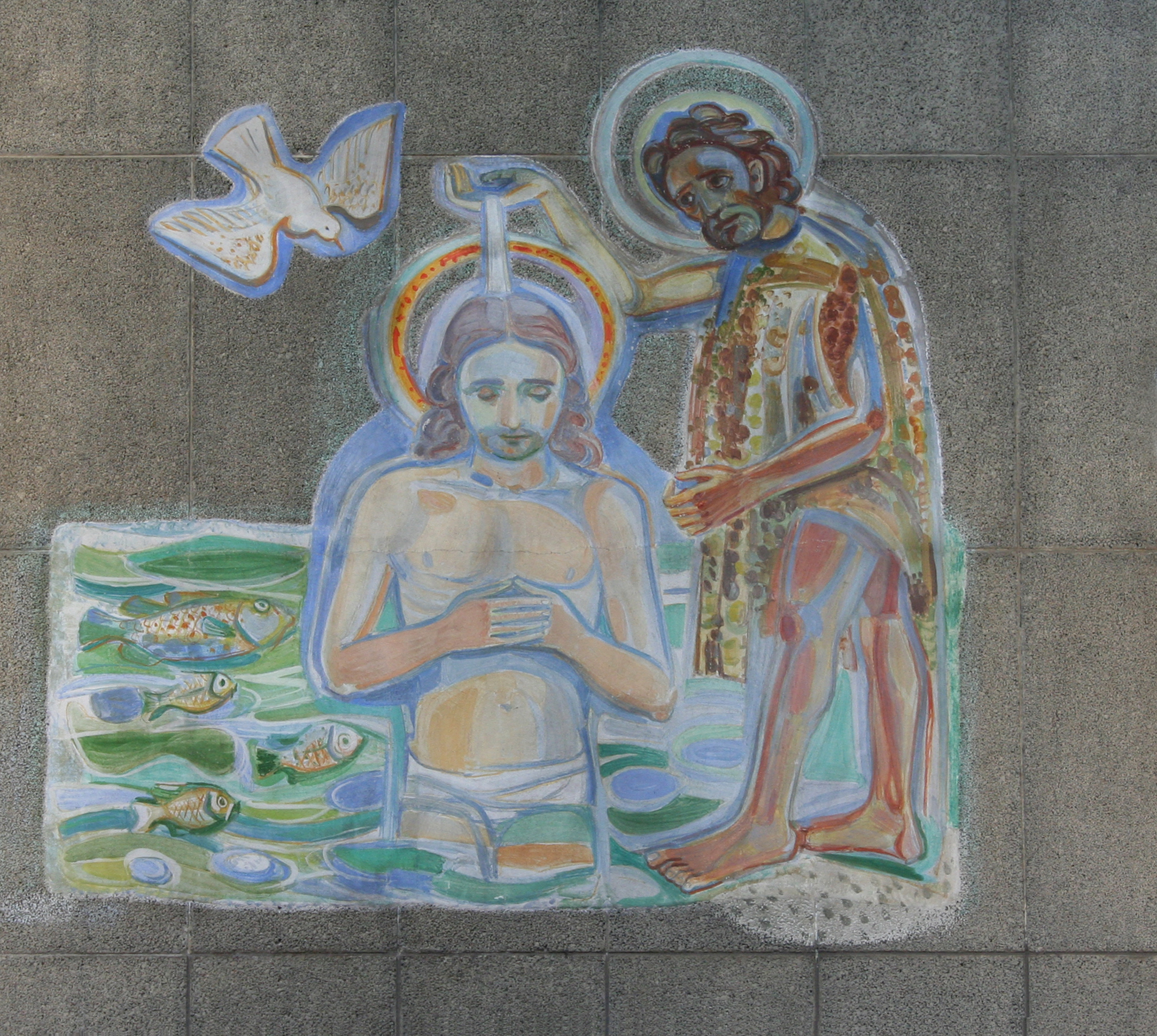
Taufe Jesu, Fresko von Hans Stocker

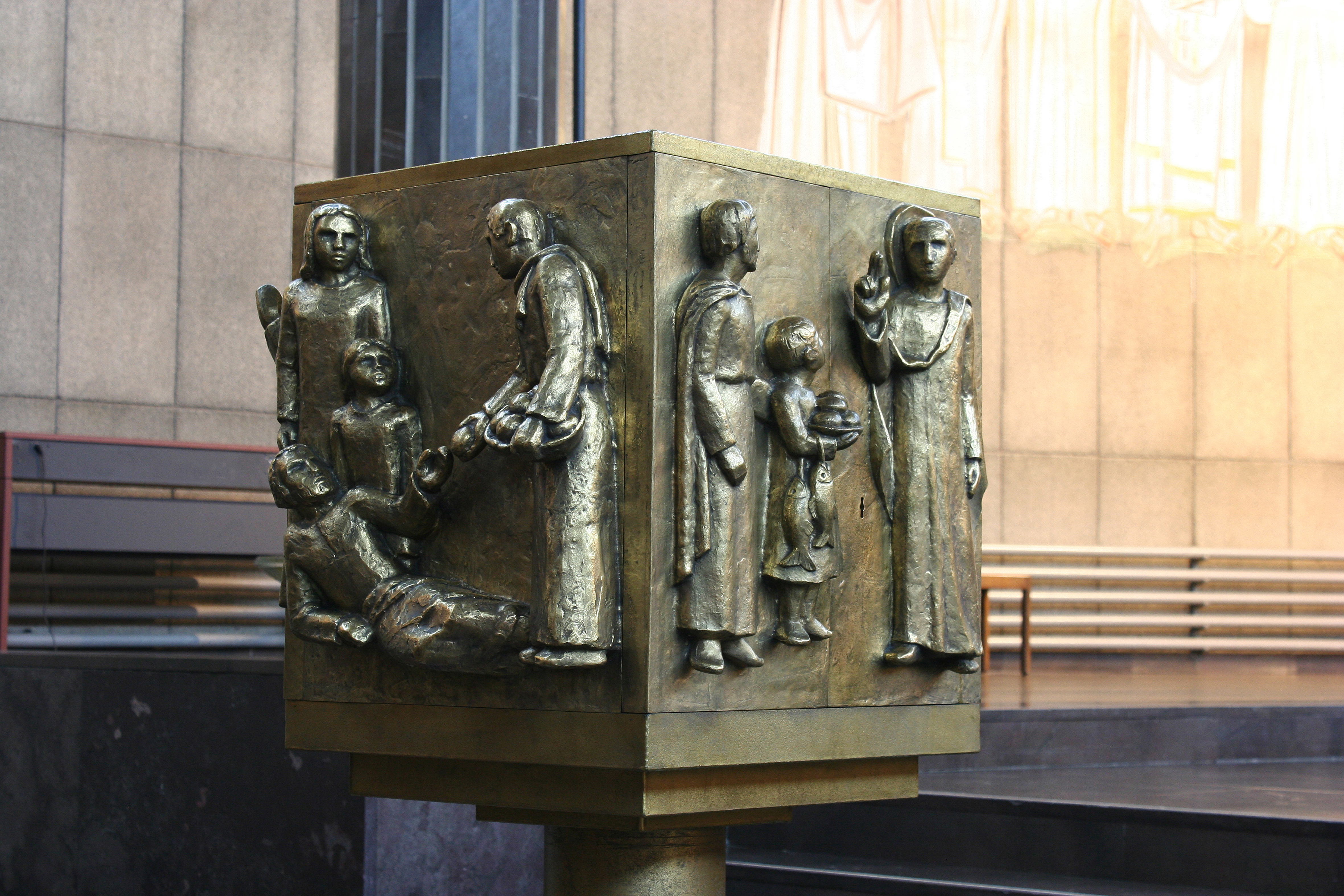
Tabernakel von Albert Schilling

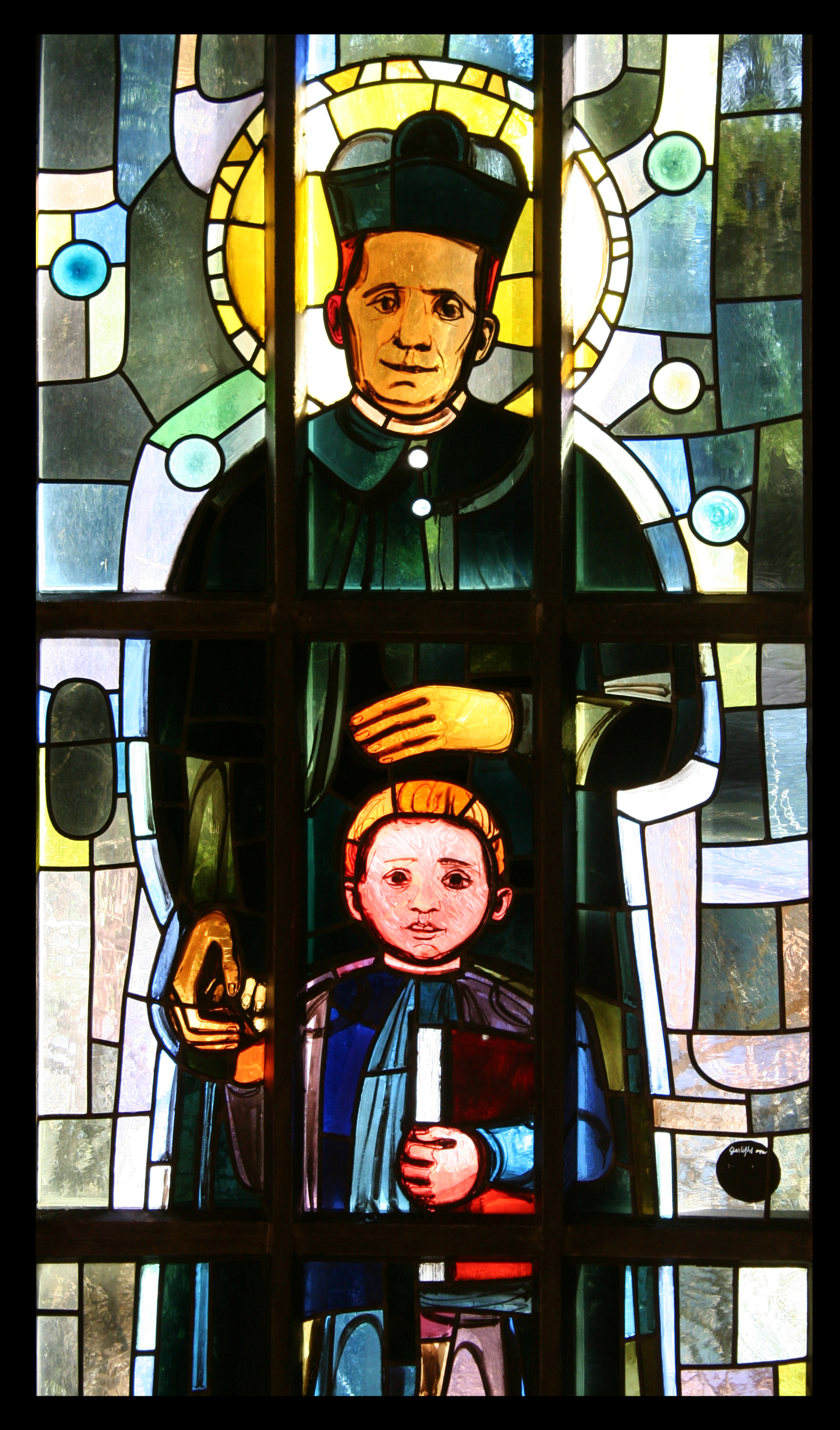
Don Bosco, Glasfenster von Hans Stocker

Im März 1934 schrieb die katholische Kirchgemeinde Luzern einen Wettbewerb zur Gestaltung der neu erbauten Kirche aus. Da Papst Pius XI. im Jahr 1925 das Christkönigsfest als Gegenbewegung zur Säkularisation eingeführt hatte, griff die Kirchgemeinde das Thema Christ-König auf und bestimmte Christus – Gottessohn – König zum Thema, dem die Gestaltung des Kircheninnenraums untergeordnet werden sollte. Von den 40 eingegangenen Entwürfen fiel der erste Preis an Hans Stocker. Stocker schuf in der Oberkirche Fresken, die an der Kirchenwand nur leicht zu haften scheinen. Die einzelnen Szenen wurden von Stocker auf das Wesentliche reduziert, spiegeln in den Landschaftselementen und durch die Gewänder der Personen die biblische Gegend Palästina und stellen durch die Porträtierung von Pfarreiangehörigen einen emotionalen Bezug der Gemeinde zur künstlerischen Gestaltung.
Das Bild in der Chorapsis zeigt Christus als Erlöser und Richter am Ende der Zeiten. Bis zur Umgestaltung des Altarraums im Zuge der Liturgiereform vom Zweiten Vatikanischen Konzil stand unter diesem Bild der Altar mit dem Tabernakel. Links und rechts von diesem Fresko sind im Chorraum die Apostel Petrus und Paulus samt dem Kirchenpatron Karl Borromäus zu sehen (rechts) sowie die Muttergottes, der Erzengel Michael sowie der heilige Niklaus von Flüe (links). Diesen Figuren folgen auf beiden Seiten heilige Jungfrauen (Agnes, Cäcilia, Agatha, Katharina von Alexandrien und Wiborada) und lateinische Kirchenlehrer (Ambrosius, Augustinus, Hieronymus, Gregor der Grosse und Thomas von Aquin).
Das Programm der zehn Fresken im Kirchenschiff beginnt beim Haupteingang der Kirche auf der rechten Seite bis nach vorne zum Altarraum, anschliessend auf der linken Seite wiederum vom Haupteingang der Kirche nach vorne: Der Engel Gabriel verheisst Maria das Jesuskind (1), die Sterndeuter (2), der zwölfjährige Jesus im Tempel (3), Johannes tauft Jesus im Jordan (4), Jesus wird auf dem Berg Tabor verklärt (5), Jesus betet am Ölberg (6), Jesus vor Pontius Pilatus (7), Jesus am Kreuz (8), Jesus wird in den Himmel aufgenommen (9), die Vision des Apostels Johannes von Jesus als Lamm Gottes (10).
Die Glasfenster wurden nach Entwürfen von Hans Stocker angefertigt. Das Fensterband in der Oberkirche ist in den Farben der vier Elemente Erde, Feuer, Wasser und Luft gehalten und stellt die Verbindung der Gläubigen zum Universum dar. Biblische Symbole in den Glasfenstern verweisen auf die Eucharistie (Symbol Fisch) und auf den Auftrag für die Gläubigen, lebendige Steine zu sein (Symbol Stein). Die Rundfenster zeigen Maria mit dem Jesuskind (westlicher Seiteneingang), Karl Borromäus (Sakristeifenster) und Jesus, der eine kniende Frau von ihren Sünden losspricht (Beichtzimmer).
Der Tabernakel ist ein Frühwerk von Albert Schilling und stammt aus dem Jahr 1935. Die vier Bronzereliefs nehmen Bezug auf die Eucharistie. Das erste Relief zeigt die Brotvermehrung durch Jesus. Auf dem zweiten Relief ist der betende Jesus abgebildet, daneben ein Hirsch, der auf den Psalm 42 verweist. Auf dem dritten und vierten Relief wird die Speisung Bedürftiger gezeigt. Der Volksaltar, der nach dem Zweiten Vatikanischen Konzil den früheren Hauptaltar ersetzte, ist ein Spätwerk von Albert Schilling aus dem Jahr 1977.
Die Metalleinfassung der Kanzel zeigt Szenen aus dem Leben des Kirchenpatrons Karl Borromäus und stammt von Goldschmied Leo Birrer (1905–1974) nach Entwürfen von Roland Duss. Gezeigt werden: Pfarreiangehörige zeigen Karl Borromäus die neue Kirche (1), Karl Borromäus segnet ein Kind (2), er nimmt ein Gelübde ab (3), er spendet einem Kranken den Segen (4), er verehrt die Muttergottes Maria (5).
Das Relief in der Altarnische auf der Ostseite stammt von Paul Speck (1896–1966) und zeigt auf weisser Keramik den Heiligen Antonius von Padua beim Austeilen von Brot an die Bedürftigen. Auf der gegenüberliegenden Seite befindet sich in der westlichen Altarnische ein Relief von August Blaesi, das die Heilige Rita zeigt.

#### Glasfenster im Treppenhaus
Die Treppe, welche die Oberkirche mit der Unterkirche verbindet, enthält Glasfenster von Hans Stocker. Gezeigt werden Christus, der heilige Don Bosco, die heilige Elisabeth von Thüringen, die Taube des Heiligen Geistes, den damaligen Papst Pius XI., Darstellungen des Tierkreises, der vier Evangelisten sowie Motive der Arbeit und der Familie.

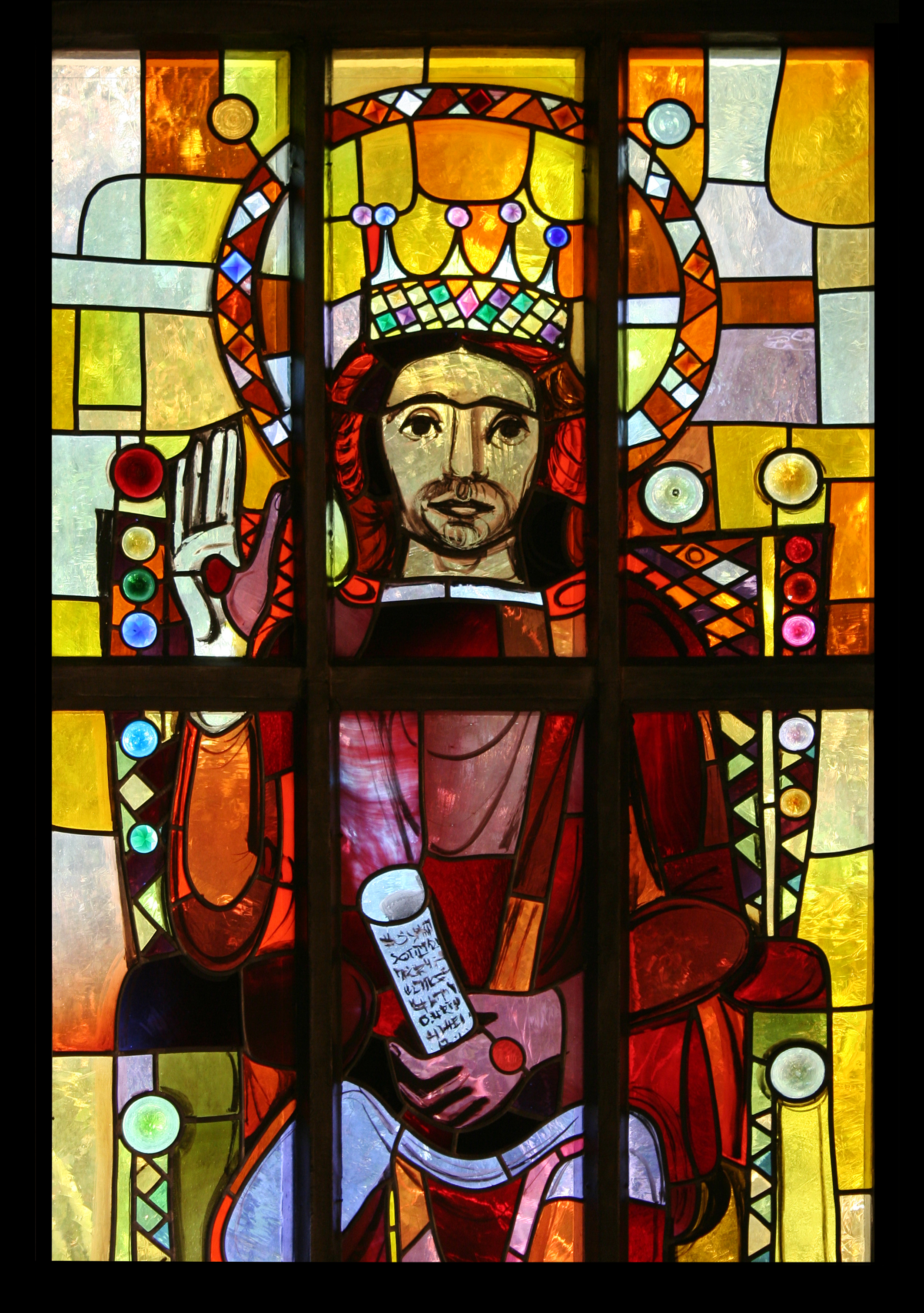
Christus
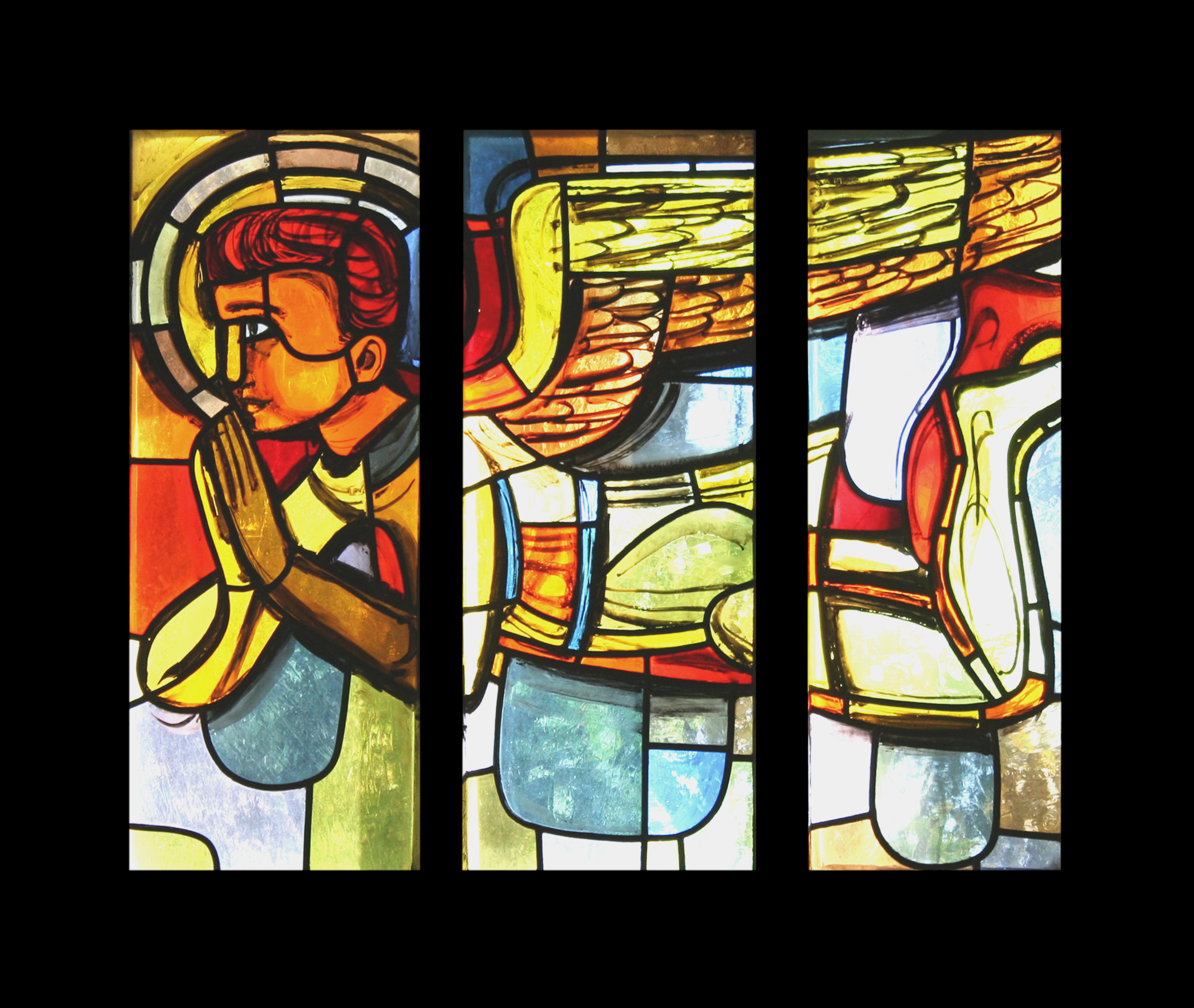
Engel
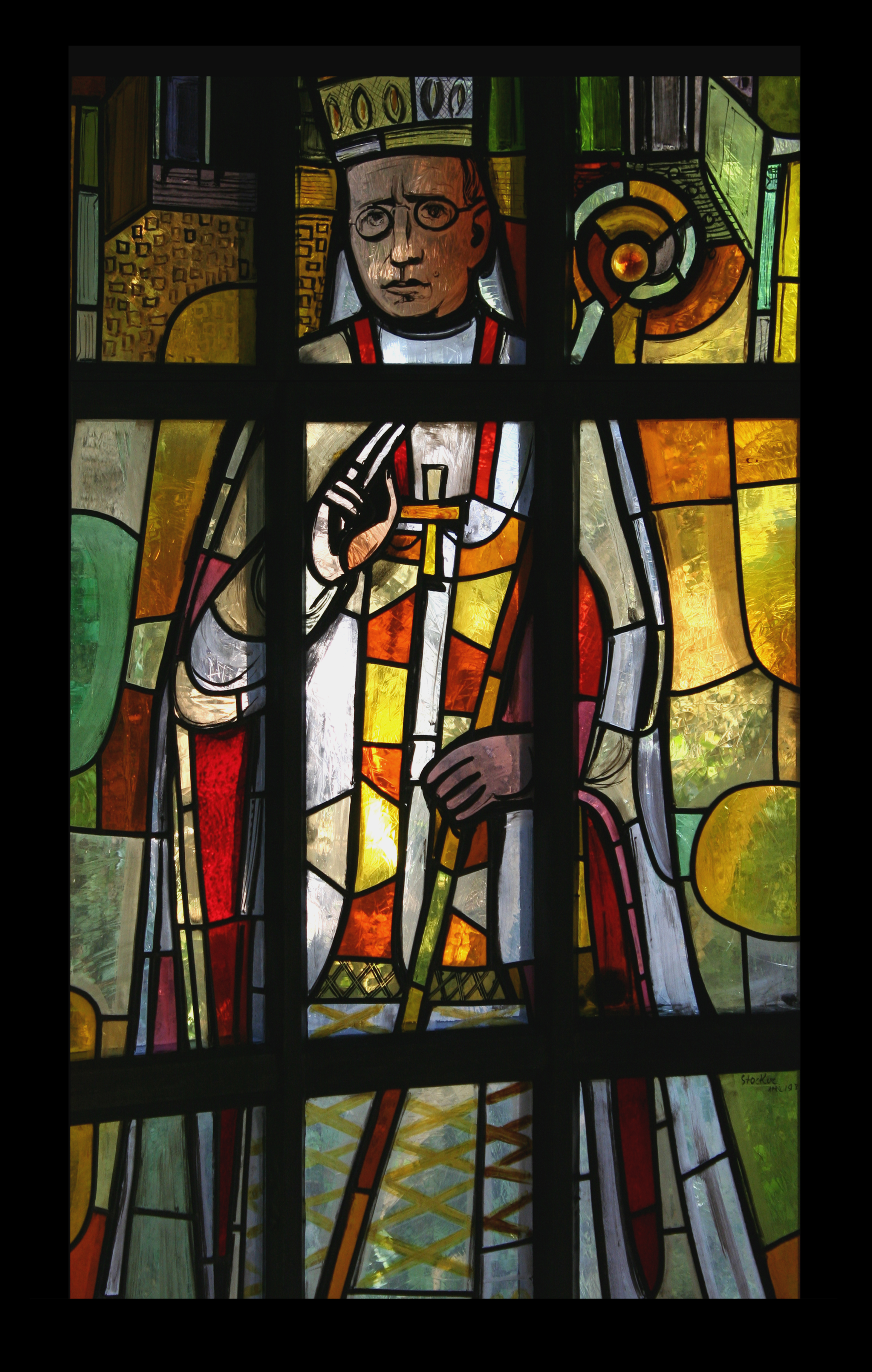
Papst Pius XI.
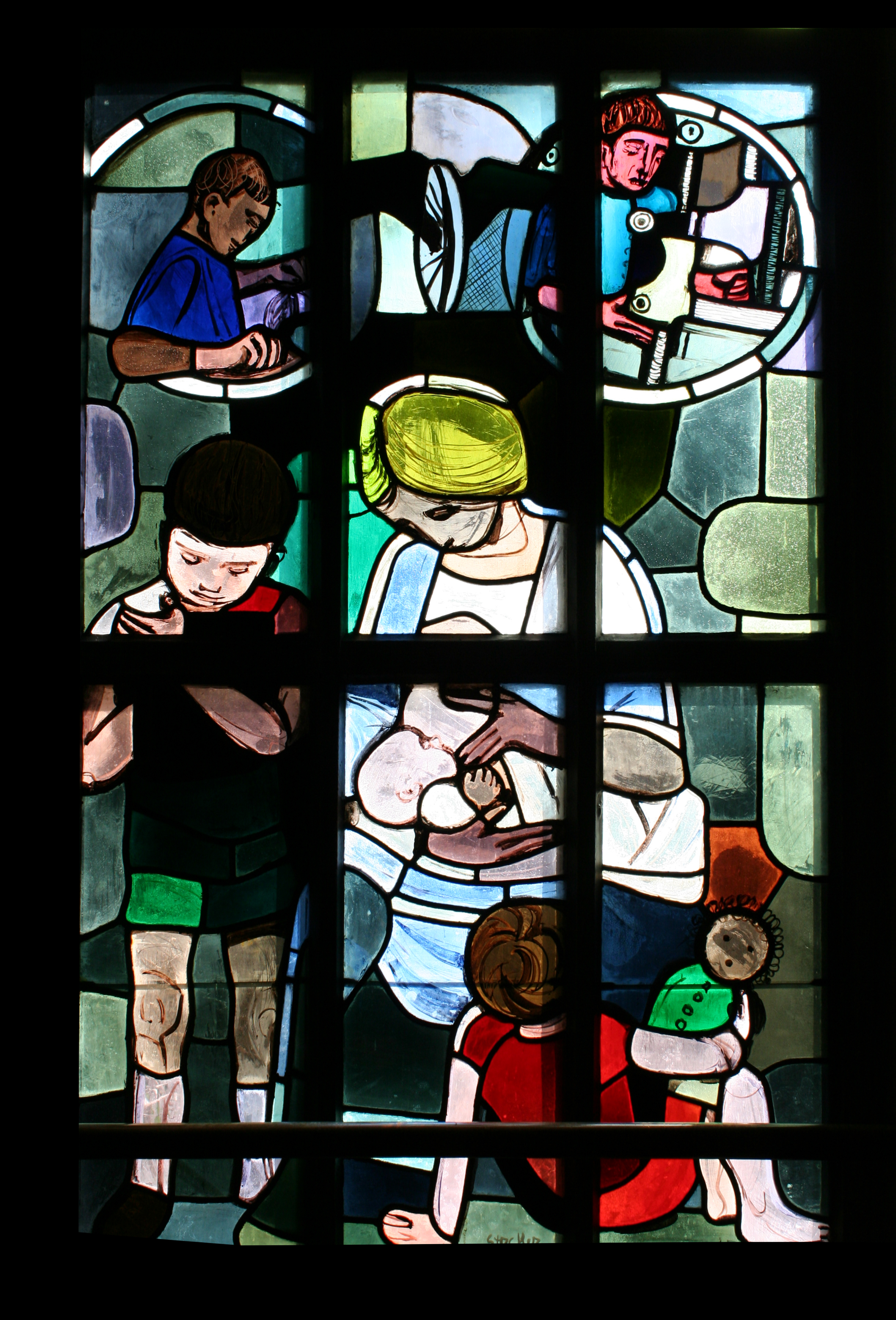
Arbeitermutter

#### Unterkirche
Über eine Treppe rechts vom Eingang gelangt man in die Unterkirche, welche den Raum der Oberkirche zitiert. Wie die darüber liegende Treppe das Flussufer mit der Oberkirche verbindet, so stellt auch die Terrasse, die der Unterkirche zum Fluss hin vorgelagert ist, einen Bezug vom Aussenraum zum Innenraum der Unterkirche her. Der Wandteppich hinter dem Altar der Unterkirche stammt von Erna Schillig (1900–1993). Er zeigt die Himmelfahrt Marias. An der Westseite der Unterkirche befinden sich zwei Nischen. In der nördlichen Nische, einer ehemaligen Seitenkapelle, befindet sich das Bildnis der Heiligen Theresia von Lisieux, gemalt von August Frey (1912–1998). In der südlichen Nische befindet sich der Taufstein, auf dem sich eine Bronzegruppe von Josef Zurkirchen (1912–1996) befindet, welche die Taufe Jesu im Jordan durch Johannes den Täufer zeigt. Die Fresken und Glasfenster stammen von Hans Stocker. Am Eingang der Unterkirche befindet sich das Gemälde einer jungen Frau, die die Kirche (Ecclesia) darstellt. Die Glasfenster nehmen Bezug auf die Nähe zum Fluss und zeigen das Wasser in der Heilsgeschichte, so die Arche Noah und die Apostel, die im Auftrag Jesu die Taufe spenden.

## Orgeln

### Orgel der Oberkirche
Im Jahr 1935 erbaute die Firma Orgelbau Willisau AG die Orgel für die Oberkirche. Als Experten wirkten Ernst Schiess (1894–1981) aus Bern und P. Stefan Koller (1893–1984) aus dem Kloster Einsiedeln. Das Instrument besitzt drei Manuale und Pedal mit 40 Registern und zwei Transmissionen auf Membranladen und insgesamt 2748 Pfeifen. Die Traktur ist elektropneumatisch. Der Freipfeifenprospekt zeigt einen modernen, sachlichen Gestus. 1979 wurde eine geringfügige Umdisponierung im Pedalwerk vorgenommen und 1961 ein neuer Spieltisch in Betrieb genommen.
Disposition der Orgel:
| I Hauptwerk C–g3 |     |
| Praestant        | 16′ |
| Prinzipal        | 8′  |
| Hohlflöte        | 8′  |
| Gemshorn         | 8′  |
| Oktav            | 4′  |
| Rohrflöte        | 4′  |
| Superoktav       | 2′  |
| Mixtur V         | 2′  |
| Fagott           | 16′ |
| Zinke            | 8′  |

| II Nebenwerk C–g3 |                  |
| Rohrflöte         | 16′              |
| Suavial           | 8′               |
| Gedeckt           | 8′               |
| Quintatön         | 8′               |
| Dolzian           | 4′               |
| Blockflöte        | 4′               |
| Nachthorn         | 2′               |
| Sesquialtera II   | 2 ⁄3′ und 1 3⁄5′ |
| Zimbel IV         | 1′               |
| Krummhorn         | 8′               |
| Tremolo           | 8′               |

| III Schwellwerk C–g3 |       |
| Gedeckt              | 16′   |
| Principal            | 8′    |
| Rohrflöte            | 8′    |
| Salicional           | 8′    |
| Prinzipal            | 4′    |
| Nachthorn            | 4'    |
| Quinte               | 2 ⁄3′ |
| Waldflöte            | 2′    |
| Scharf               | 1 ⁄3′ |
| Trompete harmonique  | 8′    |
| Schalmei             | 8′    |
| Clairon              | 4′    |
| Tremolo              |       |

| Pedal C–f1 |           |
| Prinzipal  | 16′       |
| Subbass    | 16′       |
| Gedeckt    | 16′ Tr.SW |
| Prinzipal  | 8′        |
| Spillflöte | 8′        |
| Salizional | 8′ Tr.SW  |
| Choralbass | 4′        |
| Mixtur IV  | 2 ⁄3′     |
| Posaune    | 16′       |
| Trompete   | 8′        |

### Orgel der Unterkirche

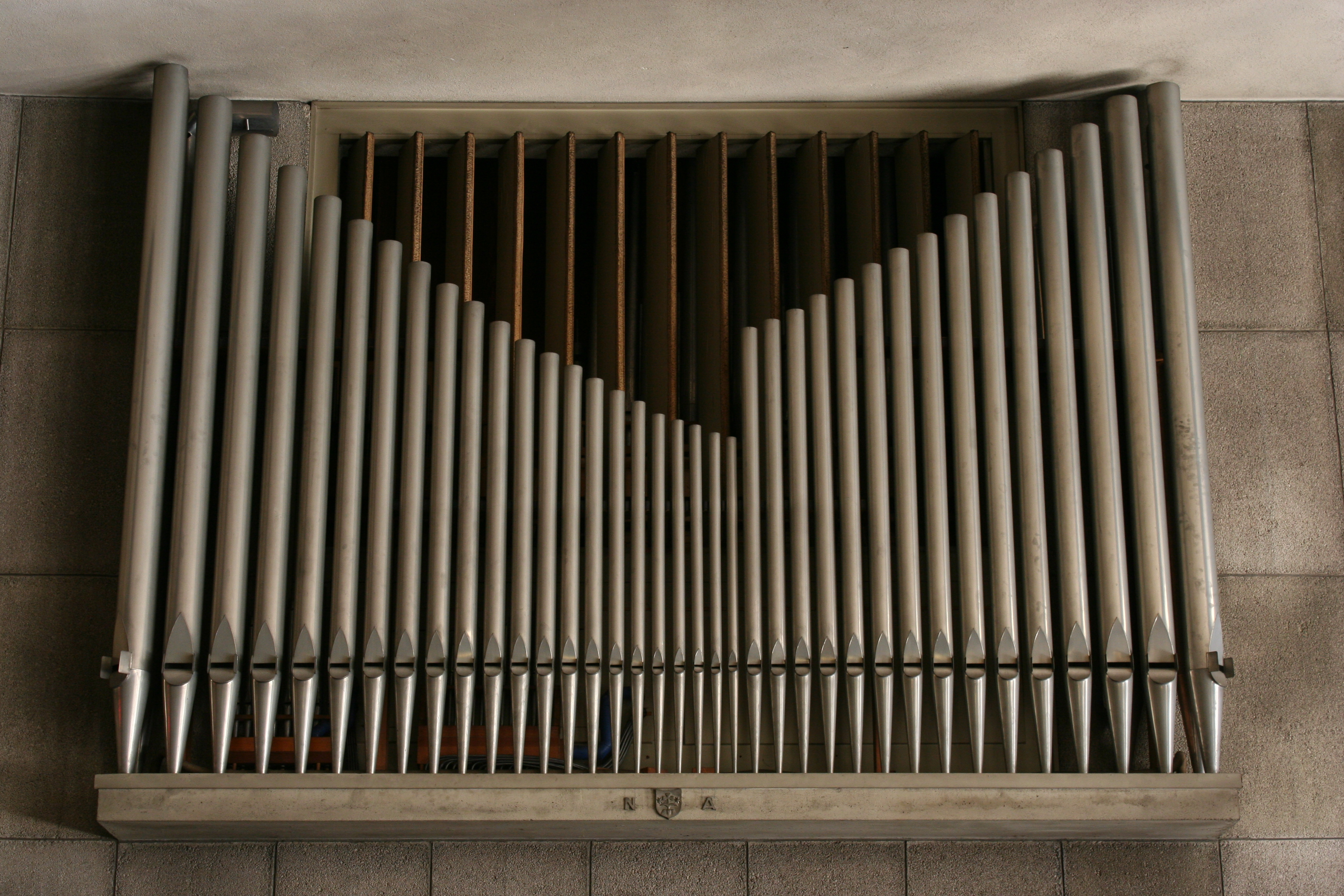
Orgel in der Krypta von 1935

Ebenfalls im Jahr 1935 erbaute die Firma Orgelbau Willisau AG die Orgel der Unterkirche mit elektropneumatischen Membranladensystem. Acht Register verteilen sich auf zwei Manuale samt Pedal. Alle Register bis auf Principal 8' sind schwellbar. Das Werk ist seit dem Jahr 2009 stillgelegt.
| I Hauptwerk C– |    |
| Principal      | 8′ |
| Spitzflöte     | 8′ |
| Nachthorn      | 4′ |

| II Nebenwerk C– |    |
| Gedeckt         | 8′ |
| Suavial         | 4′ |
| Gemshorn        | 2′ |

| Pedal C–d1 |     |
| Subbass    | 16′ |
| Gedeckt    | 8′  |

## Architektonische Bedeutung der Kirche
Zusammen mit St. Anton Basel ist die Kirche St. Karl Luzern das am häufigsten publizierte Beispiel der schweizerischen modernen Kirchenarchitektur. Anders als die 1925 bis 1927 als erste reine Betonkirche der Schweiz erstellte Kirche St. Anton Basel gilt die Kirche St. Karl Luzern als Schlüsselbau, „weil mit ihr erstmals eine überzeugende Antwort auf die Forderungen der Liturgischen Bewegung nach aktiver Teilnahme präsentiert wird.“ Othmar Birkner nennt die Kirche St. Karl einen entscheidenden Durchbruch und eine für Jahrzehnte unübertroffene Leistung.